# HLN
HLN (произношение:Ейч Ел Ен) е кабелна телевизионна мрежа, създадена от Търнър Броудкастинг. Програмата стартира на 1 януари 1982 г. в САЩ.